# 囊果龙船花
囊果龙船花（学名：Ixora subsessilis）为茜草科龙船花属下的一个种。

## 扩展阅读
- 維基物種上的相關：囊果龙船花